# Harveya coccinea
Harveya coccinea là loài thực vật có hoa thuộc họ Cỏ chổi. Loài này được Schltr. mô tả khoa học đầu tiên.